# Evhen Jytrov
Evhen Ihorovych Jytrov –en ucraniano, Євген Ігорович Хитров– (Dnipropetrovsk, URSS, 18 de agosto de 1988) es un deportista ucraniano que compitió en boxeo.
Ganó una medalla de oro en el Campeonato Mundial de Boxeo Aficionado de 2011 y una medalla de bronce en el Campeonato Europeo de Boxeo Aficionado de 2013. Participó en los Juegos Olímpicos de Londres 2012, ocupando el octavo lugar en el peso medio.
En diciembre de 2013 disputó su primera pelea como profesional. En su carrera profesional tuvo en total 22 combates, con un registro de 20 victorias y 2 derrotas.

## Palmarés internacional
| Campeonato Mundial | Campeonato Mundial  | Campeonato Mundial | Campeonato Mundial |
| Año                | Lugar               | Medalla            | Categoría          |
| ------------------ | ------------------- | ------------------ | ------------------ |
| 2011               | Bakú (Azerbaiyán)   | Medalla de oro     | 75 kg              |
| Campeonato Europeo |                     |                    |                    |
| Año                | Lugar               | Medalla            | Categoría          |
| 2013               | Minsk (Bielorrusia) | Medalla de bronce  | 75 kg              |